# Tía Valentina
Valentina Gestro de Pozzo o «Tía Valentina» (Buenos Aires, 9 de enero de 1914 - 30 de abril de 2011) fue una periodista argentina de espectáculos.

## Biografía
En 1933, con apenas 19 años, inició su carrera artística en el periodismo gráfico, redactando notas sociales y costumbristas. Luego se desempeñó en la radio, pero fue en el medio televisivo donde adquirió popularidad desde la década de 1950. Ahí, compartió ciclos con Emilio Ariño -quien le diseñó su apelativo- y Víctor Sueyro, fue columnista en el exitoso programa gastronómico Buenas tardes, mucho gusto, transmitido durante una gran cantidad de años, y condujo Mujeres a la hora del té. Sin embargo, fue recordada principalmente por su incursión en el programa Matinée donde su muletilla "Buenas tardes, lindísima gente" se tornó muy popular. Se retiró definitivamente en 1987, pero en el 2000, a los 86 años, fue convocada nuevamente como columnista de Movete, conducido por Carmen Barbieri. Integró durante muchos años la Asociación de Cronistas Cinematográficos de la Argentina a la que había ingresado en 1950, tan sólo ocho años después de su fundación en 1942, y era una de las pocas sobrevivientes de la primera etapa de esta entidad luego de su creación.  
Es considerada una de las pioneras del periodismo como así también una de las periodistas más relevantes de Argentina en los comienzos de la televisión. Falleció, a los 97 años, el 30 de abril de 2011 luego de permanecer varias semanas internada en una clínica porteña.

«Dicen que soy la precursora de los chimentos en televisión. Pero lo que hacía dista mucho de lo que se hace ahora. La gran diferencia es que, en mi caso, no importaba tanto qué decía, sino cómo lo decía. Yo me preocupé por marcar un estilo. Mi éxito radicó en la manera de contar: sin golpes bajos, sin invadir la privacidad del otro, sin lastimar, informando, con un tono coloquial, como de vecina. Voy a decir algo que va a sorprender: a mí el chimento nunca me interesó, pero siempre supe qué era lo que le gustaba a la gente. Y en eso ponía todo: iba a los estrenos, a las filmaciones, veía cómo se comportaban los famosos, cómo se vestían. Pero me quedaba con lo que hacían públicamente... Jamás me metí en camas ajenas como hacen ahora. Nunca tuve relaciones de amistad con los actores. Es más, alguna que otra vez me hice de enemigos. Pero yo hablaba para el público. Ahora, en cambio, veo que los conductores de los ciclos del espectáculo son muy autorreferenciales, con algo de egocentrismo. Y a veces se mueven en función de sus vínculos con los famosos: se pelean, se amigan... es un negocio muy evidente. Lo cierto es que son productos de estos tiempos despiadados, irrespetuosos. De todos modos, no son programas que me devore. Prefiero ver televisión de noche y leer de día. Esa es mi gran pasión. Mi otra gran pasión fue el trabajo, que me hizo rica en otro sentido: soy una mujer pobre que hace malabares para sobrevivir, con la certeza del afecto de la gente que siempre creyó en Valentina. Puse una semilla y germinó. Misión cumplida.»
Tía Valentina al diario Clarín, 5 de septiembre de 1999.